# Fandango
Fandango er en spansk musik- og dansestil nært knyttet til flamenco. Fandango stammer sandsynligvis fra jota, og danses normalt af par. Dansen begynder med enkelte rolige trin, men stiger raskt i tempo. Musikken er i 3/4- eller 3/8-takt.
Fandango er også navnet på en kontradans som var populær i Europa i store dele af 1800-tallet og på begyndelsen af 1900-tallet.